# Pohořelice (ort i Tjeckien, Zlín)
Pohořelice är en ort i Tjeckien.   Den ligger i regionen Zlín, i den östra delen av landet, 250 km öster om huvudstaden Prag. Pohořelice ligger 255 meter över havet och antalet invånare är 826.
Terrängen runt Pohořelice är huvudsakligen platt, men västerut är den kuperad. Terrängen runt Pohořelice sluttar västerut. Runt Pohořelice är det ganska tätbefolkat, med 104 invånare per kvadratkilometer. Närmaste större samhälle är Zlín, 11,1 km nordost om Pohořelice. Trakten runt Pohořelice består till största delen av jordbruksmark.